# 第巴爾區
迪勃拉区，是阿爾巴尼亞的36个旧区之一，这些区份在2000年7月全部撤销，并由新成立的12个州份取代。该区面积为761平方公里，人口数量为86,144人（2001年）。该区位于阿尔巴尼亚东北部，区府为佩什科比。该区的范围与现今的第巴爾州迪勃拉市镇范围相同。
阿爾巴尼亞最高山峰科拉比山位于此区。

## 居民
尽管第巴爾區东邻马其顿共和国，其居民的族群组成却比较单一。区内有一个小的马其顿少数民族。尽管在过去10年里始终有为马其顿人设立母语教育的努力，但是至今为止在第巴爾區没有马其顿人的母语教育。
约90%的居民是穆斯林，马其顿少数民族属于东正教。由于许多人在马其顿有亲属，因此两地的交流很频繁。与阿尔巴尼亚其它许多农村地区一样第巴爾區的人口流出量非常大。